# Dolmen von Pomeiret

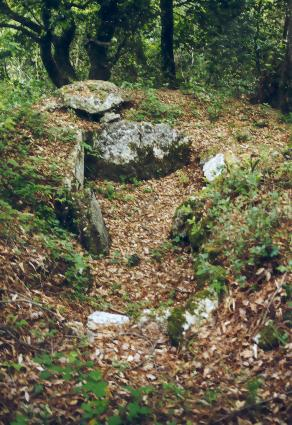
Dolmen von Pomeiret

Der Dolmen von Pomeiret liegt in einen 1,3 m hohen Tumulusrest mit einem Durchmesser von etwa 10,0 m in Cabris, im Südwesten des Département Alpes-Maritimes in Frankreich. Dolmen ist in Frankreich der Oberbegriff für neolithische Grabanlagen (siehe: französische Nomenklatur).
Die Anlage entstand im Chalkolithikum und wurde in der frühen Bronzezeit wiederverwendet. Die Kammer besteht aus Trockenmauerwerk und vier Orthostaten. Das Bruchstück einer Deckenplatte liegt auf dem Tumulus. 
Das Fundmaterial umfasst Keramikscherben, Ziergegenstände (Perlen, Anhänger), Werkzeuge aus Feuerstein, eine Ahle aus Bronze und die Knochenreste von 45 bis 50 Personen. 
Beim Ort liegt auch der Dolmen von Stramousse.